# 인왕산 백운동 계곡
인왕산 백운동 계곡(仁王山 白雲洞 溪谷)은 서울특별시 인왕산 자락 자하문터널 상부 일대의 계곡으로, 백운동천의 서북쪽 일대의 상류부를 일컫는다. 서울의 몇 안 되는 ‘전통적 경승지’이며, 청계천의 주요 수원이 오늘날에도 보존되어 있다는 점과 오랜 기간 역사적 인물들의 활동공간이 되었다는 점 및 수려한 경관의 제도적 보존을 위하여 서울특별시의 기념물 제40호로 지정되어있다.
인왕산은 대부분 암벽이고 험준하지만 그 동록은 산수 자연이 아름다운 경승지로 유명하다. 사직공원에서 북쪽으로 등성이를 넘어가면 필운동의 필운대가 있고 필운대 언덕에서 다시 북쪽으로 내려가면 산록의 골짜기가 깊숙한데 여기에 인왕동·옥류동·수성동 등의 산마을이 형성되었고 그 앞으로 송석원(松石園) · 청풍계(淸風溪) 등 명소가 이어지며, 그 동북쪽 끝에 백운동이 자리하고 있다. 백운동은 흰 구름이 떠있는 계곡이라는 의미로 ‘동(洞)’은 현재의 행정구역을 의미하는 ‘동’이 아니라 ‘골짜기’, ‘계곡’이라는 의미로 쓰인 것이다.
일찍이 조선 전기부터 당대의 사대가(四大家)로 칭송받던 김수온, 이승소, 강희맹, 김종직 등이 그 경치의 아름다움을 시로 표현한 바 있으며, 성현의 저서 『용재총화(傭齋叢話)』와 『신증동국여지승람(新增東國輿地勝覽)』, 『연려실기술(燃藜室記述)』 등에서도 한양도성 내에서 경치가 가장 좋은 다섯 군데의 명소(삼청동, 인왕동, 쌍계동, 백운동, 청학동) 중 하나로 언급하고 있는 장소이다.
고지도와 회화를 통해서 그 지명과 가치를 확인할 수 있고, 뿐만아니라 한양의 도성 내 공간을 구획하는 중심축이자, 하수도였던 개천(開川, 오늘날의 청계천)이 발원하는 물길 중 가장 길다고 하는 백운동천(白雲洞川)이 흘러나오는 계곡에 해당한다.

## 백운장
백운동 계곡의 역사·문화적 경관이 근현대 시기까지 유지되었기에 조선 전기 문신인 이염의(?~1492)의 집터가 있었고 대한제국기에는 법부대신을 지낸 동농 김가진(1846~1922)도 별서(別墅)인 백운장(白雲莊)을 이곳에 조성해 1910년 국권 상실 후 독립운동을 위해 중국으로 망명하기 전까지 이곳을 무대로 활동했다. 지금도 김가진의 별서 터의 일부와 광무 7년(1903년)“백운동천(白雲洞天)”이라고 쓴 그의 바위글씨가 남아 있다. 백운장은 김가진 일가의 중국망명 이후 일제 강점기 동안 고급요리집으로 사용되었던 기록과 사진이 확인되고 있으며, 해방 이후부터 1961년 박정희 정권 때 불하 결정되기 전까지 요정정치가 이루어진 장소이기도 하다. 이곳은 1915년 일본인 키타무라 세이타로(北村淸太郞)가 청향원(淸香園)이라는 이름으로 지었다가 1929년에 이름을 바꾸었으며, 예수 그리스도 후기 성도 교회에서 1962년 9월에 이 일대를 구입하였다.

## 같이 보기
- 서울특별시의 지질
- 인왕산
  - 서울 선바위
  - 옥류동천
  - 인왕산 백운동 계곡
  - 인왕산 수성동 계곡